# (273273) Piwowarski
(273273) Piwowarski ist ein etwa zwei Kilometer messender Hauptgürtelasteroid. Er wurde am 24. Juli 2006 von Markus Griesser, dem Leiter der Winterthurer Sternwarte Eschenberg, entdeckt.
Im April 2013 wurde der Asteroid nach der Nummerierung durch das Minor Planet Center vom Entdecker mit offizieller Zustimmung der Internationalen Astronomischen Union (IAU) nach dem Winterthurer Informatiker Marcin Piwowarski (1984–2007) benannt. Als Computerfachmann hatte er sich auf die Programmierung von Flugsimulatoren konzentriert. Er war Pazifist, Fotograf, Amateurastronom und spielte als Schlagzeuger in einer Rockband. Am 18. September 2007 wurde Marcin Piwowarski zusammen mit einer Kollegin bei einem Verkehrsunfall in Crawford County, Illinois (USA), tödlich verletzt.